# Rovering

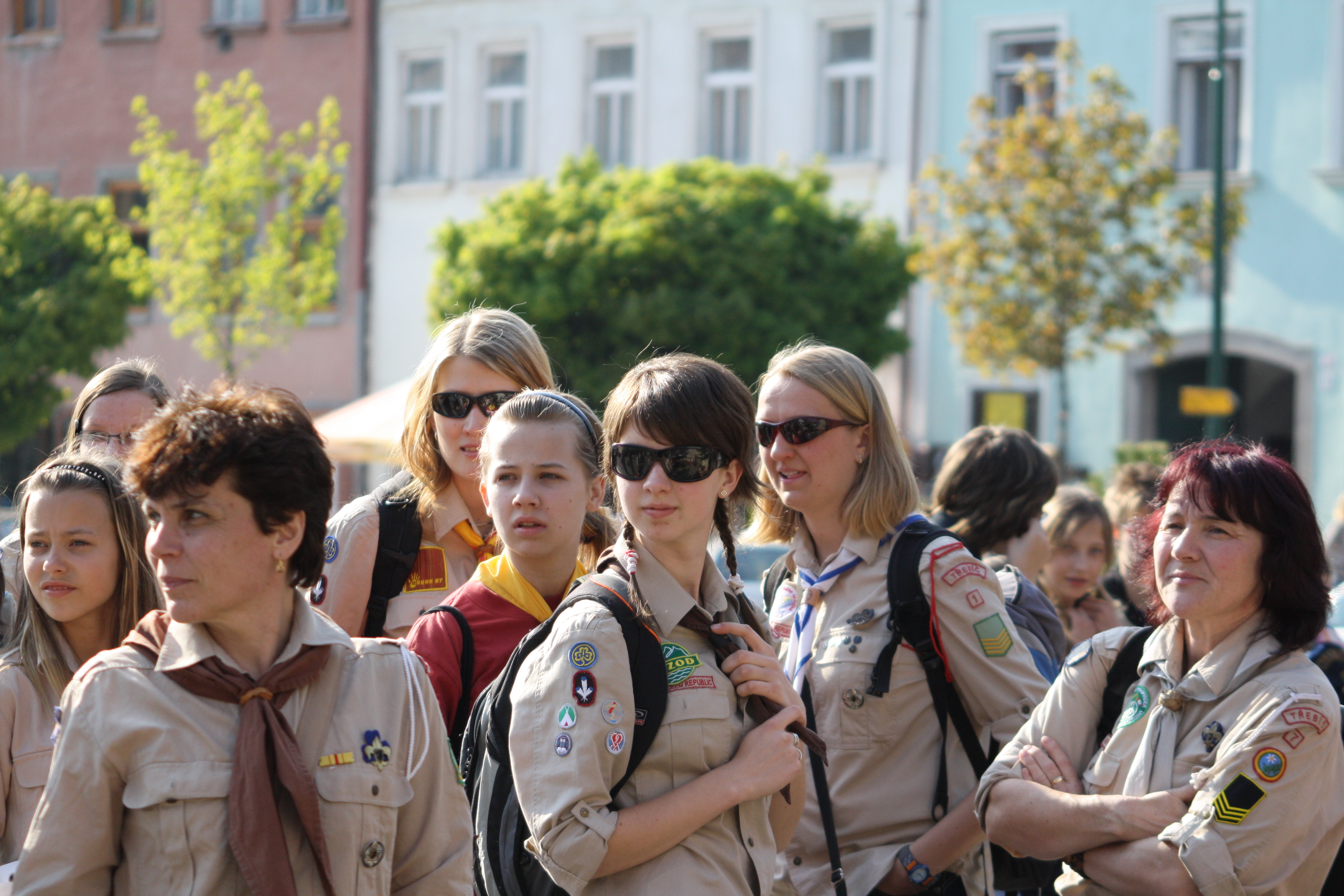
Rangers a oldskautky při dnu v krojích v Třebíči

Rovering je věková kategorie skautského hnutí, určená dospívajícím. Heslem roverů je Sloužím. Jde o poslední výchovnou kategorii v rámci skautingu, kde se z výchovy jedince stává sebevýchova a kolektivní výchova v roverské družině nebo kmeni.

## Podstata roveringu
Roverské kmeny většinou vznikají v rámci skautského střediska a přijímají členy z několika oddílů. Častá je též situace, že starší členové oddílu tvoří roverskou družinu. Členové jsou většinou ve věku 16–25 let. Kmeny jsou většinou koedukované, skautky se nazývají rangers. Na rozdíl od mladších skautů se na přípravě většiny programu svého kmene podílí sami. Vedoucí (pokud jej kmen má) je spíše poradním hlasem a přirozenou autoritou.
Typickou činností je pořádání víkendových a prázdninových výprav do přírody, a nejsou výjimkou ani náročné akce, například zimní několikadenní táboření nebo expedice do balkánských hor. Dále se roveři schází v týdnu, často ke společným návštěvám kulturních akcí či sportovním činnostem. Důležitá je služba druhým, jak pomoc s přípravou činnosti pro mladší oddíly, tak i mimo skauting.
Původně Baden Powell používal na začátku své knihy slovo roWer, které znamená veslař. Rowerem míní člověka, který se umí se stejnou obratností, jako veslař na moři, vyhýbat „vlnám“ – nástrahám v životě.

## Historie
Rovering začal v roce 1918 ve Velké Británii, 10 let po vzniku skautského hnutí. Byl určen pro skauty, kteří již odrostli činnosti v oddílech.

## Cíle roveringu
- Cílem je formovat mladého člověka v kolektivu.
- Vystihuje jej heslo Sloužím.
- Cílem roveringu je Bratrství a Služba jiným lidem (Vlče, skaut, rover, Baden Powell, Skautské prameny, str. 214). Všechny tyto cíle roveringu jsou však "prostředky" (v uvozovkách) k hlavnímu cíli našeho života a jeho směřování k "lepšímu a vyššímu lidství, které může zanechat dnešní svět o něco lepší". Ne ve smyslu lepší než někdo. "Lepší a vyšší" ve smyslu Setonovy povídky "Stoupání na horu" a B.P.-ho hesla "sám řiď svůj člun". Tedy někoho, kdo je neustále na cestě jako poutník, kráčející stále kupředu (rover). Na cestě, která má jasný cíl ("Slovem rover, rovering nemyslím toulání bez cíle. Mám tím na mysli, abyste hledali svou cestu po radostné stezce, s určitým cílem před očima, a přitom měli představu o potížích a nebezpečích, s kterými se pravděpodobně na své cestě setkáte"). Cíl lepšího a vyššího lidství, které směřuje k naplnění našeho života. Co je oním "lepším a vyšším lidstvím" je otázkou právě společného hledání a formování v kmeni (kolektivu) a skrze "Službu":

- Služba sobě – dbát o sebe, jít dál po své stezce – vzdělávat se, poznat lépe sebe sama…
- Služba druhým – naučit se pomáhat tam, kde je potřeba, naučit se nebýt lhostejný…
- Služba vyššímu principu – dodržování skautského zákona, slibu a hesla, uvědomit si hodnotu dobrého slova či úsměvu, žít v souladu s přírodou…

## Roverský slib
Důležitá událost pro začínajícího rovera. Jde o rituál, kdy se ze skauta stává rover a dostává červenou šňůrku. Jedná se tak o určitý přechodový rituál v dospívání, který byl vlastní skoro všem kulturám. Slouží k uvědomění si cesty, kterou již skaut ušel a zhodnotit si ji. Pak následuje rozhodnutí, zda se chce zavázat k myšlenkám roveringu. Toto rozhodnutí se děje většinou v období adolescence, kdy se objevuje potřeba seberealizace - potřeba podílet se na výchově druhých a předat to, co jsem dostal.
- Příklad (velmi univerzálního) roverského slibu.

Slibuji na svou čest, jak dovedu nejlépe:
1. Sloužit nejvyšší Pravdě a Lásce věrně v každé době.
2. Plnit povinnosti vlastní a zachovávat zákony skautské.
3. Duší i tělem být připraven pomáhat vlasti i bližním.

Přijímám roverské heslo SLOUŽÍM a budu usilovat o jeho každodenní naplňování.
Je mou ctí - jít po stezce života s otevřenýma očima i srdcem, aby má cesta k lepšímu lidství byla jediný úspěch, o který budu stát.
K tomu mi dopomáhej Bůh.

## Roverské akce
- World Scout Moot – setkání roverů z celého světa, které se koná jednou za čtyři roky po celém světě
- Obrok – několikadenní open-air festival českých roverů pořádaný každé dva roky na různých místech Česka
- Mikulášský víkend – víkendové setkání roverů v Praze konané vždy na začátku prosince
- Společně proti leukémii! – celostátní humanitární projekt na podporu Nadace pro transplantace kostní dřeně